# Алма-Атинская декларация (1991)
Эта статья о декларации, связанной с СНГ. О медицинской декларации см. Алма-Атинская декларация (1978)

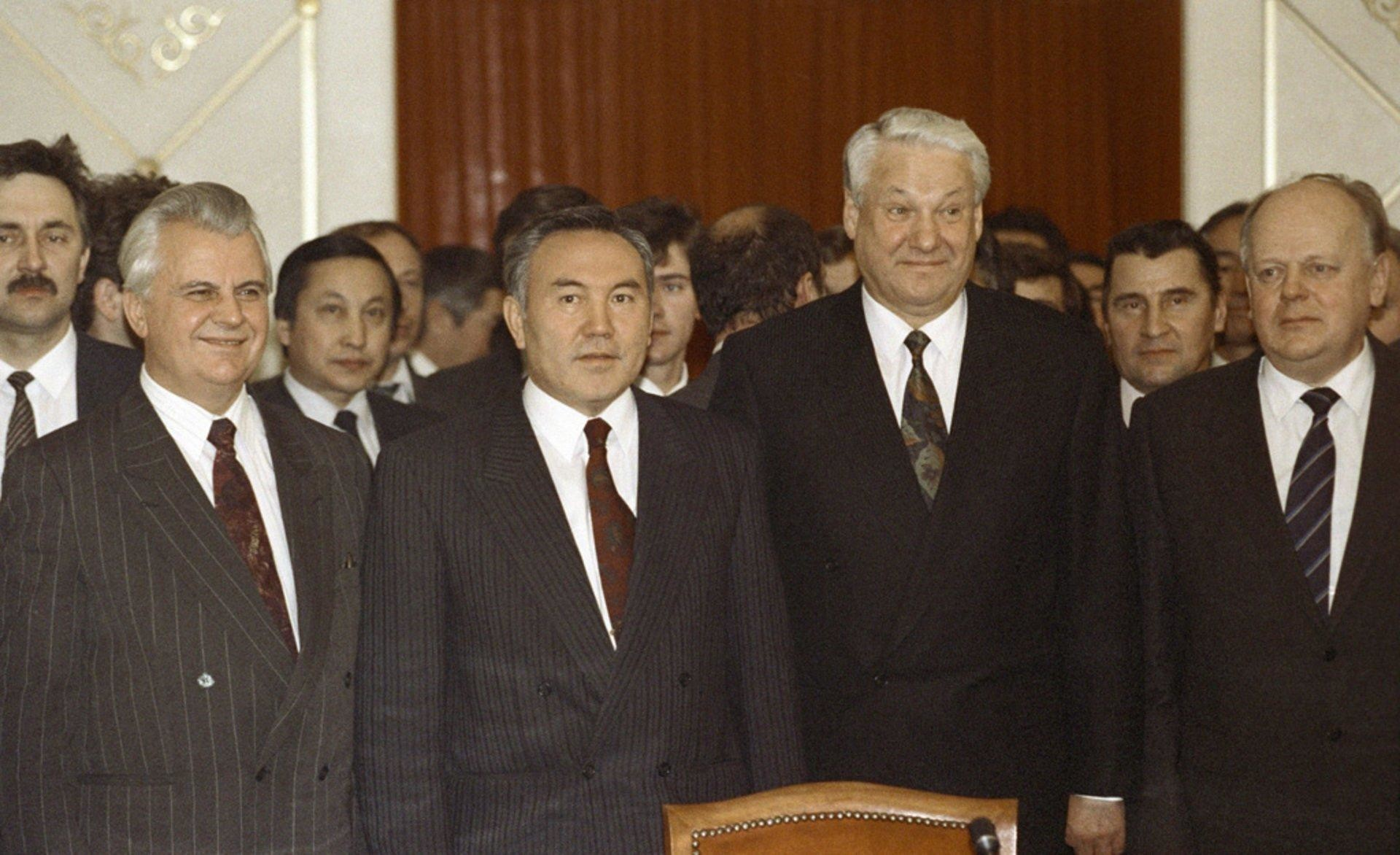
Президент Российской Федерации (РСФСР) Борис Ельцин (второй справа), Президент Украины Леонид Кравчук (слева), Президент Республики Казахстан Нурсултан Назарбаев (второй слева) и Председатель Верховного Совета Республики Беларусь Станислав Шушкевич (справа) после подписания Протокола к Соглашению о создании СНГ. Казахстан, Алма-Ата, 21 декабря 1991 года

Алма-Атинская декларация, Алма-Атинское соглашение — декларация о целях и принципах СНГ, его основах. Декларация подтвердила Беловежское соглашение, указав, что с образованием СНГ СССР прекращает свое существование.
Была подписана 21 декабря 1991 года на встрече президентов в Алма-Ате в Доме дружбы (позже такие встречи проходили в виде заседаний Совета глав государств СНГ). В итоге к СНГ кроме Беларуси, России и Украины присоединилось ещё 8 республик: Азербайджан, Армения, Казахстан, Киргизия, Молдавия, Таджикистан, Туркменистан, Узбекистан.
В Декларации еще раз подтверждалось, что СССР прекращает свое существование, а на его месте образуется Содружество Независимых Государств, в которое теперь входят одиннадцать бывших союзных республик, что СНГ не является ни государством, ни надгосударственным образованием, что все его участники признают и уважают территориальную целостность друг друга и нерушимость существующих границ.
Согласно декларации, участники СНГ сохраняли объединенное командование военно-стратегическими силами и общий контроль над ядерным оружием, стремились к созданию и развитию общего экономического пространства, взаимодействовали через координирующие институты.
Грузия присоединилась к СНГ в декабре 1993 года. Прибалтийские республики (Латвия, Литва и Эстония) отказались подписывать Алматинскую декларацию, равно, как и Беловежское соглашение.
На Алма-Атинской встрече главами 11 бывших союзных республик был упразднён пост Президента СССР. Лидеры республик, образовавших СНГ, уведомляли Горбачева о прекращении существования института президентства СССР и выражали благодарность Горбачеву «за положительный вклад». Решением Совета глав государств СНГ М.С. Горбачёв получил пожизненные льготы: специальную пенсию, медицинское обеспечение для всей семьи, личную охрану, государственную дачу и др. Решение вопросов его материального обеспечения было возложено на правительство РСФСР.
Одним из важнейших заявлений глав одиннадцати республик создателей СНГ в Алма-Ате 21 декабря 1991 г. было решение о намерении реформирования бывшей единой Советской Армии на следующей встрече 30 декабря 1991 г. в городе Минске[значимость факта?].
21 декабря 1991 г. главами 11 бывших союзных республик — учредителей СНГ  был подписан протокол о возложении на маршала Евгения Шапошникова командования вооружёнными силами Содружества "до их реформирования".
В тот же день было подписано «Соглашение о совместных мерах в отношении ядерного оружия», решившее судьбу тактических ядерных боеприпасов. Начиная с весны 1992 и до конца 1996 гг. все тактические ядерные боеприпасы бывшего СССР, которые располагались на территории Беларуси, Казахстана и Украины, были вывезены в Россию[значимость факта?].
Совет глав государств СНГ принял решение о поддержке России в ее намерении стать преемником СССР в ООН и других международных организациях[значимость факта?].
| Лица, участвовавшие в подписании Алма-Атинской декларации | Лица, участвовавшие в подписании Алма-Атинской декларации |
| Лицо                                                      | Должность                                                 |
| --------------------------------------------------------- | --------------------------------------------------------- |
| А. Муталибов                                              | Президент Азербайджанской Республики                      |
| Л. Тер-Петросян                                           | Президент Республики Армения                              |
| С. Шушкевич                                               | Председатель Верховного Совета Республики Беларусь        |
| Н. Назарбаев                                              | Президент Республики Казахстан                            |
| А. Акаев                                                  | Президент Республики Кыргызстан                           |
| М. Снегур                                                 | Президент Республики Молдова                              |
| Б. Ельцин                                                 | Президент Российской Федерации (РСФСР)                    |
| Р. Набиев                                                 | Президент Республики Таджикистан                          |
| С. Ниязов                                                 | Президент Туркменистана                                   |
| И. Каримов                                                | Президент Республики Узбекистан                           |
| Л. Кравчук                                                | Президент Украины                                         |